# Central Heights-Midland City
Central Heights-Midland City és una concentració de població designada pel cens dels Estats Units a l'estat d'Arizona. Segons el cens del 2000 tenia 2.694 habitants.

## Demografia
Segons el cens del 2000, Central Heights-Midland City tenia 2.694 habitants, 1.061 habitatges, i 758 famílies La densitat de població era de 608,3 habitants/km².
Dels 1.061 habitatges en un 29,2% hi vivien nens de menys de 18 anys, en un 55,7% hi vivien parelles casades, en un 11,6% dones solteres, i en un 28,5% no eren unitats familiars. En el 26% dels habitatges hi vivien persones soles el 13,3% de les quals corresponia a persones de 65 anys o més que vivien soles. El nombre mitjà de persones vivint en cada habitatge era de 2,54 i el nombre mitjà de persones que vivien en cada família era de 3,02.
Per edats la població es repartia de la següent manera: un 26,7% tenia menys de 18 anys, un 7,2% entre 18 i 24, un 23,5% entre 25 i 44, un 25,9% de 45 a 60 i un 16,7% 65 anys o més.
L'edat mediana era de 40 anys. Per cada 100 dones de 18 o més anys hi havia 90,5 homes.
La renda mediana per habitatge era de 30.577 $ i la renda mediana per família de 35.729 $. Els homes tenien una renda mediana de 41.042 $ mentre que les dones 20.139 $. La renda per capita de la població era de 13.814 $. Aproximadament el 14,9% de les famílies i el 16,7% de la població estaven per davall del llindar de pobresa.

## Poblacions més properes
El següent diagrama mostra les poblacions més properes.